# نيقولا ماتيرازي
نيقولا ماتيرازي (من مواليد 28 يناير 1939) هو مهندس ميكانيكي إيطالي. طور العديد من السيارات الرياضية وسيارات السباقات، بما في ذلك فيراري 288 دي تي أو وفيراري إف 40 وغيرها الكثير. كان أحد المتخصصين الرائدين في مجال الشحن التوربيني في إيطاليا منذ منتصف السبعينيات، وهو مهندس سيارات رياضية ودراجات نارية محترم، ويشار إليه أحيانًا باسم «السيد F40» أو «والد F40».

## المسار المهني
إلى جانب جوردون موراي كان كولين تشابمان وإريك برودلي وكارول شيلبي ماتيرازي أحد أكثر المصممين الهندسيين إنتاجًا في السبعينيات والثمانينيات والتسعينيات، حيث عملوا في ما مجموعه 38 مشروعًا في رياضة السيارات والسيارات الخارقة والدراجات النارية خلال مهنة امتدت 42 سنوات. قادمًا من منطقة سيلينتو حيث لا توجد صناعة سيارات بدأ دوره المهني الأول كأخصائي حسابات في مقر لانسيا تورين.
 خلال مسيرته المهنية في صناعة السيارات الإيطالية عمل لعدد من المهندسين البارزين مثل فرانشيسكو دي فيرجيليو وماريو ميزانوت (بيريلي)، وفرانكو روتشي وأنجيلو بيلي (فيراري) وأنطونيو تومايني (فيراري - أوسيلا) وماسيمو تامبوريني (كاجيفا) وباولو ستانزاني (بوجاتي) ومارسيلو غانديني وسيرجيو سكاليتي وليوناردو فيرافانتي.